# Immeuble au 11 place d'Armes
L'immeuble au no 11 de la place d'Armes est un bâtiment situé à Fontainebleau, en France. Il est partiellement inscrit aux monuments historiques depuis 1931.

## Situation et accès
L'édifice est situé au no 11 de la place d'Armes, dans le centre-ville de Fontainebleau, et plus largement au sud-ouest du département de Seine-et-Marne.

## Historique
L'aquarelliste Germaine Tailleur y réside vers le début du XXe siècle.

## Structure
L'édifice évolue sur trois niveaux dont le dernier est intégré dans la toiture à la Mansart. Trois travées donnent place à une entrée centrée, accessible par cinq marches. Cette dernière ainsi que la fenêtre centrale du premier étage sont surmontés d'un fronton. En outre, à droite de cette fenêtre s'ouvre une très fine baie.
Les façades adoptent une teinte ocrâtre et les moulures sont blanches. Le toit, quant à lui, est en ardoise.

## Statut patrimonial et juridique
La façade et la toiture font l'objet d'une inscription au titre des monuments historiques par arrêté du 7 octobre 1931, en tant que propriété privée.